# Gouvernement de Theux I
Pour les articles homonymes, voir Theux (homonymie).
Royaume de Belgique
Goblet Lebeau II
Le gouvernement de Theux I est le gouvernement belge entre le 4 août 1834 et le 18 avril 1840 constitué d'une coalition unioniste (catholiques et libéraux).
Ce gouvernement est confronté à la signature du Traité des XXIV Articles par Guillaume Ier, entraînant la reconnaissance de la Belgique par les Pays-Bas qui abandonnent ainsi toute volonté de ré-annexion du territoire belge, mais amenant à la perte pour la Belgique d'une partie du Luxembourg (actuel Grand-Duché du Luxembourg) et d'une partie du Limbourg (actuelle province néerlandaise de Limbourg).

## Composition
| Ministère                        | Nom                                        | Parti            |
| -------------------------------- | ------------------------------------------ | ---------------- |
| Premier ministre                 | Barthélémy de Theux                        | Parti Catholique |
| Ministre des affaires étrangères | Félix De Muelenaere                        | Parti Catholique |
| Ministre de l'intérieur          | Félix de Mérode                            | ?                |
| Ministre des finances            | Édouard d'Huart, puis Léandre Desmaisières | Parti Catholique |
| Ministre de la Guerre            | Louis Évain, puis Jean-Pierre Willmar      |                  |

## Histoire du mandat
Le premier gouvernement de Theux lie des personnalités à tendance catholique et libérale comme dans tout bon gouvernement unioniste. La fonction de premier ministre n’existe pas encore à l’époque mais six ministères différents sont présents tout au long de la législature : l’intérieur, les affaires étrangères, les finances, la guerre, la justice et les travaux publics. Pour sa part, de Theux sera tout du long ministre de l’intérieur auquel il faudra ajouter les affaires étrangères qu’il reprend le 13 décembre 1836.
La distinction entre partis n’est pas encore d’actualité ; le gouvernement s’appuie donc sur une majorité de députés modérés. Les divisions entre catholiques et libéraux ne se fait pas sentir durant les débats à la Chambre. Le vote des mesures fondamentales mené par le gouvernement est en effet approuvé par les centristes de chaque part, délaissant les députés placés le plus à l’extrême de l’hémicycle. Ces derniers étant minoritaires leurs avis ne pèsent pas dans la balance politique.
Cependant, malgré cette forme unitaire, une scission politique se creuse au fil du temps. D’abord, il est intéressant de noter que dès le début de l’activité parlementaire en Belgique, les différentes sensibilités se regroupent à gauche de l’assemblée pour les libéraux et à droite pour les catholiques.Ensuite, en ce qui concerne le gouvernement de Theux plus spécifiquement, on observe que les libéraux se rattachent au gouvernement en place uniquement ou presque via leurs représentants présents au gouvernement, mais ceci ne sera que provisoire. Effectivement, avec l’affaire Van der Smissen, les libéraux ont tout en main pour faire valoir leurs différences avec les catholiques et amorcer définitivement une césure entre les deux mouvements.
Le gouvernement de Theux qui s’est mis en place du 4 aout 1834 jusqu’au 18 avril 1840 est le plus long gouvernement que connait jusque là la jeune nation. Au-delà du conflit avec les néerlandais en ce qui concerne les frontières, l’un des premiers grands chantiers auquel s’est attelé le gouvernement pendant trois ans est le rapport entre état, communes et provinces. Les débats aboutiront à la loi communale du 30 mars 1836 qui propose une solution transitoire et laisse une certaine autonomie aux communes. Le gouvernement connait la croissance économique de la Belgique notamment grâce au développement du chemin de fer. La loi du 1er mai 1834 ordonnant la construction de voies ferrées appartenant à l’État et étant exploitée par lui apporte son lot de satisfactions. Dans le continent, la Belgique est alors à la pointe dans ce domaine et attire de ce fait les investisseurs étrangers et le commerce international s’établit peu à peu. Avec le développement de la métallurgie, ceci entraine évidemment un cercle vertueux pour l’économie belge.
Le déclin du gouvernement de Theux débute en 1839. Pour expliquer ce déclin, il faut analyser les éléments qui incombent aux affaires extérieures et aux affaires intérieures. D’une part la signature du Traité des XXIV articles où certains parlementaires reprochaient au gouvernement de ne pas aller revendiquer plus face à ce texte qui met à mal l’économie du pays jusqu’alors florissante. D’autre part, l’élan avec lequel se lança l’économie dans la construction de chemins de fer dès 1835 fut peut-être un peu trop fougueux. En effet, les abus de la spéculation, la diminution du marché intérieur avec la perte d’une partie du Limbourg et du Luxembourg amènent à une dépression économique. Ce problème sera résolu plus tard avec la création d’une union douanière avec la France.